# Akrecja (meteorologia)
Akrecja – w fizyce chmur oznacza wychwyt małych hydrometeorów przez duże hydrometeory. Może to oznaczać np. wychwyt kropli chmurowych przez krople deszczowe. Może to być wychwyt małych kropli deszczowych przez spadające kryształy lodu (najczęściej połączony ze zjawiskiem zamrażania kropli).